# Castello di Gundeldingen
Il castello di Gundeldingen è un castello nel quartiere di Gundeldingen del comune di Basilea del Canton Basilea Città, Svizzera. È un patrimonio svizzero di importanza nazionale. In origine erano quattro castelli collegati tra loro, oggi ne rimangono solo due.

## Storia

### Castello interno

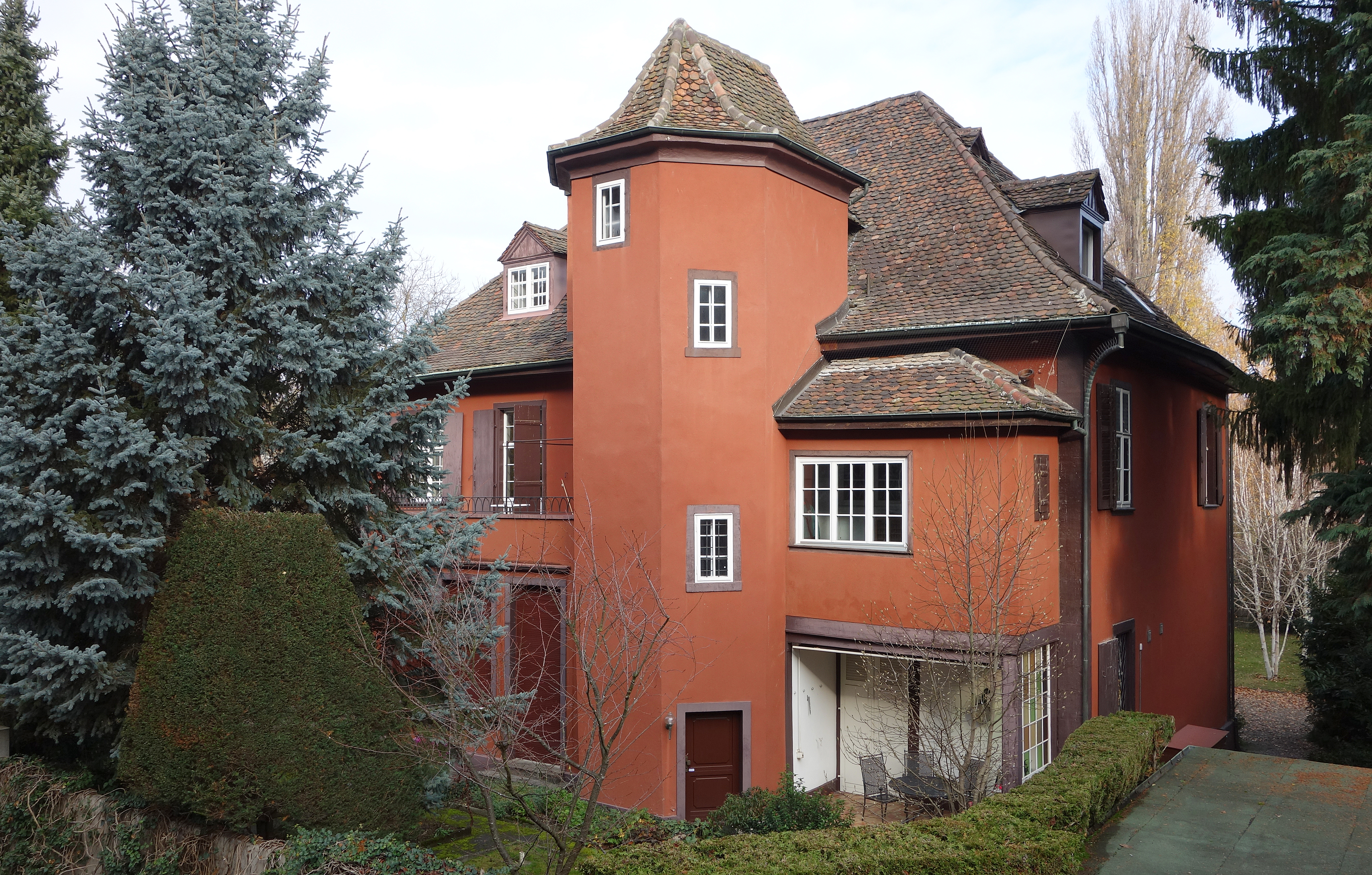
Castello interno presso Dittingerstrasse 20

Il castello anteriore o interno (Vorderes oderes Gundeldingen Inneres) fu costruito nel XVI secolo come maniero per un ricco mercante. Nei secoli successivi fu proprietà di diverse famiglie benestanti. Il maniero fu il centro di una grande tenuta di campagna e per oltre due secoli fu circondato da un grande giardino e da un laghetto per le anatre. L'edificio principale è stato dipinto di rosso per la prima volta circa 250 anni fa, dando inizio ad una tradizione che dura fino ad oggi. Solo l'edificio principale rimane in Dittingerstrasse 20.

### Castello centrale inferiore

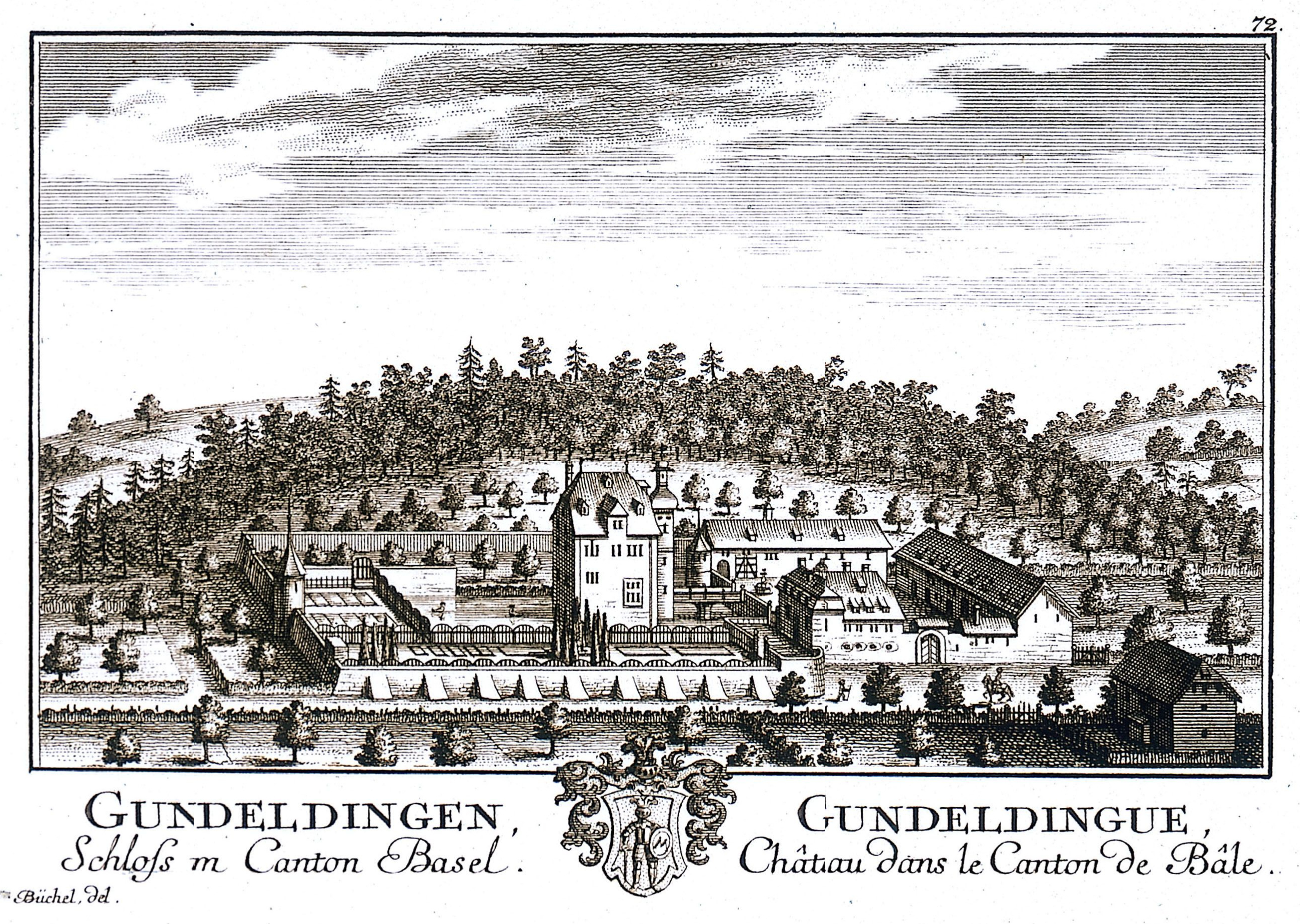
Castello centrale inferiore nel 1754

Più avanti, lungo la Gundeldingerstrasse, si trova il castello centrale inferiore (Unteres Mittleres Gundeldingen). Questo castello fu costruito intorno al 1400 e originariamente era circondato da uno stagno. Nel 1344 è stato registrato come proprietà di Konrad Matzerer, un fratello laico defunto del vicino monastero di Sant'Albano. Nel 1401 Agnes von Dornach riunì in un'unica proprietà il castello medio inferiore e quello superiore. Tuttavia, dopo la sua morte nel 1415 il castello inferiore fu ereditato dalla famiglia Schermann di Basilea. Il castello passò di mano diverse volte prima di essere acquistato da Thomas Platter nel 1549. Platter fu il primo rettore della palestra di Basilea. Platter ristrutturò e riparò l'edificio fatiscente fino alla sua morte nel 1582. Nel 1674 fu aggiunta una torre di scale esterne. Dopo oltre un secolo di cambio di proprietà, nel 1704 Hans Jakob Merian acquistò entrambi i castelli centrali (inferiore, superiore). Dopo essere passato attraverso diversi altri proprietari, nel 1842 il castello medio inferiore fu venduto dagli eredi di Samuel Hartmann all'ospedale della città. Fu utilizzato dall'ospedale fino al 1958, quando l'edificio fatiscente fu venduto alla città. I piani di demolizione furono cancellati quando nel 1965 fu istituito un comitato per la riparazione e la manutenzione dell'edificio. Dopo una ristrutturazione totale, l'edificio principale ha riaperto nel 1974. Da allora, l'edificio ha ospitato uffici governativi e privati.

### Castello centrale superiore
Il castello centrale superiore era il più antico dei quattro castelli. Fu costruito a metà del XIV secolo e fu menzionato per la prima volta nel 1377 come feudo concesso dal monastero di Sant'Albano alla famiglia cavalleresca dei von Ramstein. Il castello fu circondato da merlature e da un fossato fino al XVI secolo circa. Fino al 1470 fu di proprietà del monastero, anche se fu tenuto da alcuni nobili locali. Dopo il 1470 passò ad alcuni proprietari fino a quando fu acquistato dalla famiglia Platter. Nel XIX secolo fu demolito per far posto ad una fabbrica di birra.

### Castello esterno
Il castello grande o esterno (Grosses oppure Äusseres Gundeldingen) fu costruito alla fine del XIV secolo. Nel 1508 fu acquistato dal ricco Jacob Meyer, che lo pagò 350 fiorini renani. Nel 1529 vendette il castello e i suoi vasti terreni a Jörg Supersaxo del Vallese. Ma Jörg morì prima di potersi trasferire nel castello. Dopo essere passato attraverso altri proprietari, nel 1610 Theobald Ryff lo acquistò come residenza estiva. Il figlio di Theobald lo vendette nel 1600 all'avvocato Felix Platter. Platter riferì per la prima volta che nei terreni della tenuta c'era una sorgente minerale di chalybeate o di ferro. Nel 1704 la sorgente minerale fu raccomandata dal medico Theodor Zwinger (1658-1724). Mentre non fu mai costruito un centro termale progettato, le sorgenti furono utilizzate e convogliate a Basilea fino al 1800 circa. Dopo l'estinzione della linea Platter all'inizio del XVIII secolo, il castello passò sotto il controllo di alcuni proprietari. Dal 1917 al 1953 è stato rifugio e casa delle ragazze dell'Esercito della Salvezza. Dopo il 1953 fu demolito per far posto a un condominio in Gundeldingerstrasse 446.